# 吉原直樹
吉原直樹（よしはら なおき、1948年 - ）は、日本の社会学者。東北大学名誉教授。社会学博士。社会学系コンソーシアム理事長。専門は、社会学、都市社会学、地域社会学、アジア社会論。
長らく東北大学大学院文学研究科教授を務め、2011年4月より大妻女子大学社会情報学部教授、2017年4月より横浜国立大学都市イノベーション研究院教授。

## 人物・来歴
1948年、徳島県阿南市生まれ。慶應義塾大学経済学部卒業後、同大学大学院社会学研究科を修了。
立命館大学産業社会学部助教授、神奈川大学外国語学部教授などを経て、1993年度から東北大学文学部教授。インドネシア大学大学院客員教授、地域社会学会会長、東北都市学会会長、東北社会学研究会会長、東北社会学会会長などを歴任。
2011年度からは大妻女子大学社会情報学部で、2017年度からは横浜国立大学都市イノベーション研究院で教授を務める。2013年6月には社会学系コンソーシアム理事長に就任。日本学術会議連携委員。

## 研究歴
アメリカ都市社会学（主にシカゴ学派）および新都市社会学をベースとした理論的研究とともに、戦後日本の地域社会（町内会）にかんする実証的研究を進めた。
現在は、グローバルとローカルとのパラドクスの諸相を見すえながら、時間、空間概念の再定式化を介して、都市社会学の理論的再審の方向を模索している。またその応用的地平において、地域住民組織論と接続させることで、新たなアジア社会論の可能性について検討している。

## 著書

### 単著
- 『地域社会と地域住民組織――戦後自治会への一視点』（八千代出版, 1980年）
- 『都市社会学の基本問題――アメリカ都市論の系譜と特質』（青木書店, 1983年）
- 『戦後改革と地域住民組織――占領下の都市町内会』（ミネルヴァ書房, 1989年）
- 『都市空間の社会理論――ニュー・アーバン・ソシオロジーの射程』（東京大学出版会, 1994年）
- 『アジアの地域住民組織――町内会・街坊会・RT/RW』（御茶の水書房, 2000年）
- 『都市とモダニティの理論』（東京大学出版会, 2002年）
- 『時間と空間で読む近代の物語――戦後社会の水脈をさぐる』（有斐閣, 2004年）
- 『開いて守る――安全・安心のコミュニティづくりのために』（岩波書店［岩波ブックレット］, 2007年）
- 『モビリティと場所――21世紀都市空間の転回』（東京大学出版会, 2008年）
- Fluidity of Place (Trans Pacific Press, 2010).
- 『コミュニティ・スタディーズ』（作品社, 2011年）
- 『「原発さまの町」からの脱却――大熊町から考えるコミュニティの未来』（岩波書店, 2013年）
- 『都市社会学: 歴史・思想・コミュニティ』(東京大学出版会,2018年)
- 『モビリティーズ・スタディーズ　体系的理解のために』ミネルヴァ書房〈叢書・現代社会学 9〉、2022年01月刊行予定。ISBN 9784623093465。

### 共著
- （藤田弘夫ほか）『都市化と地域社会』（時潮社, 1978年）
- （梶田孝道ほか）『現代社会の社会学』（川島書店, 1980年）
- （加藤哲郎ほか）『東京――世界都市化の構図』（青木書店, 1990年）
- （金子勇・藤田弘夫・盛山和夫・今田高俊）『社会学の学び方・活かし方――団塊世代の社会理論探求史』（勁草書房, 2011年）
- （伊豫谷登士翁・齋藤純一）『コミュニティを再考する』（平凡社, 2013年）

### 編著
- 『都市の思想――空間論の再構成にむけて』（青木書店, 1993年）
- 『都市経営の思想――モダニティ・分権・自治』（青木書店, 2000年）
- 『都市空間の構想力（21世紀の都市社会学シリーズ・第5巻）』（勁草書房, 1996年）
- 『アジア・メガシティと地域コミュニティの動態――ジャカルタのRT／RWを中心にして』（御茶の水書房, 2005年）
- 『グローバル・ツーリズムの進展と地域コミュニティの変容――バリ島のバンジャールを中心として』（御茶の水書房, 2008年）
- 『防災の社会学』（東信堂, 2009年）
- 『防災コミュニティの基層―東北6都市の町内会分析』（御茶の水書房, 2011年）
- Global Migration and Ethnic Communities: Studies of Asia and South America (Trans Pacific Press, 2012)
- 『防災の社会学 第二版』（東信堂, 2012年）
- 『安全・安心コミュニティの存立基盤』（御茶の水書房, 2013年）

### 共編著
- （大橋隆憲・宝光井顕雅）『社会調査論――社会科学としての社会調査』（法律文化社, 1985年）
- （岩崎信彦）『都市論のフロンティア――［新都市社会学］の挑戦』（有斐閣, 1986年）
- （藤田弘夫）『都市――社会学と人類学からの接近』（ミネルヴァ書房, 1987年）
- （岩崎信彦・上田惟一・広原盛明・鰺坂学・高木正朗）『町内会の研究』（御茶の水書房, 1989年）
- （藤田弘夫）『都市とモダニティ――都市社会学コメンタール』（ミネルヴァ書房, 1995年）
- （藤田弘夫）『都市社会学』（有斐閣, 1999年）
- （橋本和孝）『都市社会計画と都市空間――盛岡市のまちづくりを中心に』（御茶の水書房, 2000年）
- Grassroots and the Neighborhood Associations, co-edited with Raphaella D.Dwianto, (Grasindo, 2003)
- （宝月誠）『初期シカゴ学派の世界――思想・モノグラフ・社会的背景』（恒星社厚生閣, 2004年）
- The Possibility of Sustainable Cities and the Problems of International and Intellectual Exchange, co-edited with I Gede Putu Wirawan, (Universitas Udayana, 2004)
- （似田貝香門・矢澤澄子）『越境する都市とガバナンス』（法政大学出版局, 2006年）
- （新津晃一）『グローバル化とアジア社会――ポストコロニアルの地平』（東信堂, 2006年）
- （長谷川公一）Globalization, Minorities and Civil Society: Perspectives from Asian and European Cities （Trans Pacific Press, 2008).
- （橋本和孝・藤田弘夫）『世界の都市社会計画―グローバル時代の都市社会計画』（東信堂, 2008年）
- （倉沢愛子）『変わるバリ、変わらないバリ』（勉誠出版, 2009年）
- （橋本和孝・藤田弘夫）『都市社会計画の思想と展開』（東信堂, 2009年）
- （斉藤日出治）『モダニティと空間の物語』（東信堂, 2011年）
- （大西仁と共監修）『移動の時代を生きる――人・権力・コミュニティ』（東信堂, 2012年）
- （近森高明）『都市のリアル』（有斐閣, 2013年）
- （吉原和男・蘭信三・伊豫谷登士翁・塩原良和・関根政美・山下晋司）『人の移動事典――日本からアジアへ・アジアから日本へ』（丸善出版, 2013年）
- （堀田泉）『交響する空間と場所I――開かれた都市空間』（法政大学出版局, 2015年）
- （堀田泉）『交響する空間と場所II――創られた都市空間』（法政大学出版局, 2015年）

### 訳書
- A.H.ホーリー『都市社会の人間生態学』（時潮社, 1980年）
- C・G・ピックバンス編『都市社会学――新しい理論的展望』（恒星社厚生閣, 1982年）
- マニュエル・カステル『都市・階級・権力』（法政大学出版局, 1989年）
- スチュアート・ロー『都市社会運動――カステル以後の都市』（恒星社厚生閣, 1989年）
- W.ミルズほか『プエルトリカン・ジャーニー』（恒星社厚生閣, 1991年）
- マニュエル・カステル『都市とグラスルーツ――都市社会運動の比較文化理論』（法政大学出版局, 1997年）
- ハーベイ・W・ゾーボー『ゴールド・コーストとスラム』（ハーベスト社, 1997年）
- デヴィッド・ハーヴェイ『ポストモダニティの条件』（青木書店, 1999年）
- ジョン・アーリ『場所を消費する』（法政大学出版局, 2003年、新版2012年）
- ジョン・アーリ『社会を越える社会学――移動・環境・シチズンシップ』（法政大学出版局, 2006年、新版2010年）
- （中村潔・長谷部弘と編訳）『バリ島に生きる古文書―ロンタール文書のすがた』（東信堂, 2012年）
- ジョン・アーリ『グローバルな複雑性』（法政大学出版局, 2014年）
- ジョン・アーリ『モビリティーズ』（作品社, 2015年）